# Гарбуз Юрій Григорійович
Юрій Григорійович Гарбуз (нар. 18 листопада 1971, Мілове, Луганська область) — український політик.
Голова Луганської обласної військово-цивільної адміністрації з 29 квітня 2016 року по 22 листопада 2018 року.

## Біографія
У 1978 році пішов до першого класу Міловської середньої школи, яку завершив у 1989 році.
З вересня по листопад 1989 року працював старшим піонер-вожатим Дібровської неповної середньої школи Міловського району Луганської області.
З листопада 1989 року проходив військову строкову службу в Збройних Силах СРСР.
З серпня 1990 року по серпень 1991 року працював вчителем історії та праці Журавської неповної середньої школи Міловського району Луганської області.
У 1992 році заснував фермерське господарство «Гарбуз Ю. Г.» і став його головою; у 1993 році Асоціацію фермерських господарств «Надія».
У листопаді 1999 року заснував кінний театр, який у 2003 році набув статусу обласного комунального закладу — «Козачий кінний театр».
З жовтня 2003 року по квітень 2005 року працював на посаді директора Луганського обласного комунального підприємства «Козачий кінний театр».
У квітні 2005 року був призначений на посаду голови Марківської районної державної адміністрації Луганської області.
У 2006 році закінчив Луганський національний аграрний університет і отримав вищу освіту за спеціальністю «Менеджмент організацій» та здобув кваліфікацію менеджера-економіста.
У травні 2006 року був обраний головою Марківської районної ради.
У листопаді 2010 року звільнився з посади голови Марківської районної ради у зв'язку з закінченням строку повноважень ради.
З травня 2011 року по травень 2012 року перебував у центрі зайнятості та обліку.
З липня 2012 року по грудень 2013 року включно працював головою фермерського господарства «Гарбуз Г. А.».
У січні 2014 року призначений на посаду голови Міловської районної державної адміністрації, з якої звільнився у квітні 2014 року.
У 2014 році обирався депутатом Міловської районної ради IV скликання.
З грудня 2014 по травень 2016 року працював на посаді заступника голови Комітету Верховної Ради з питань запобігання і протидії корупції.
29 квітня 2016 року указом Петра Порошенка призначений на посаду голови Луганської обласної військово-цивільної адміністрації.
22 листопада 2018 року звільнений з займаної посади.

## Особисте життя
Одружений, має трьох дітей.

## Хобі
Полювання.